# 里乔利环形山
里乔利环形山(Riccioli)是月球正面西侧边缘上一座大型的古老撞击坑，形成于前酒海纪代，其名称取自意大利耶稣会天文学家乔瓦尼·巴蒂斯塔·里乔利(1598年—1671年)，1935年被国际天文联合会批准接受。

## 描述

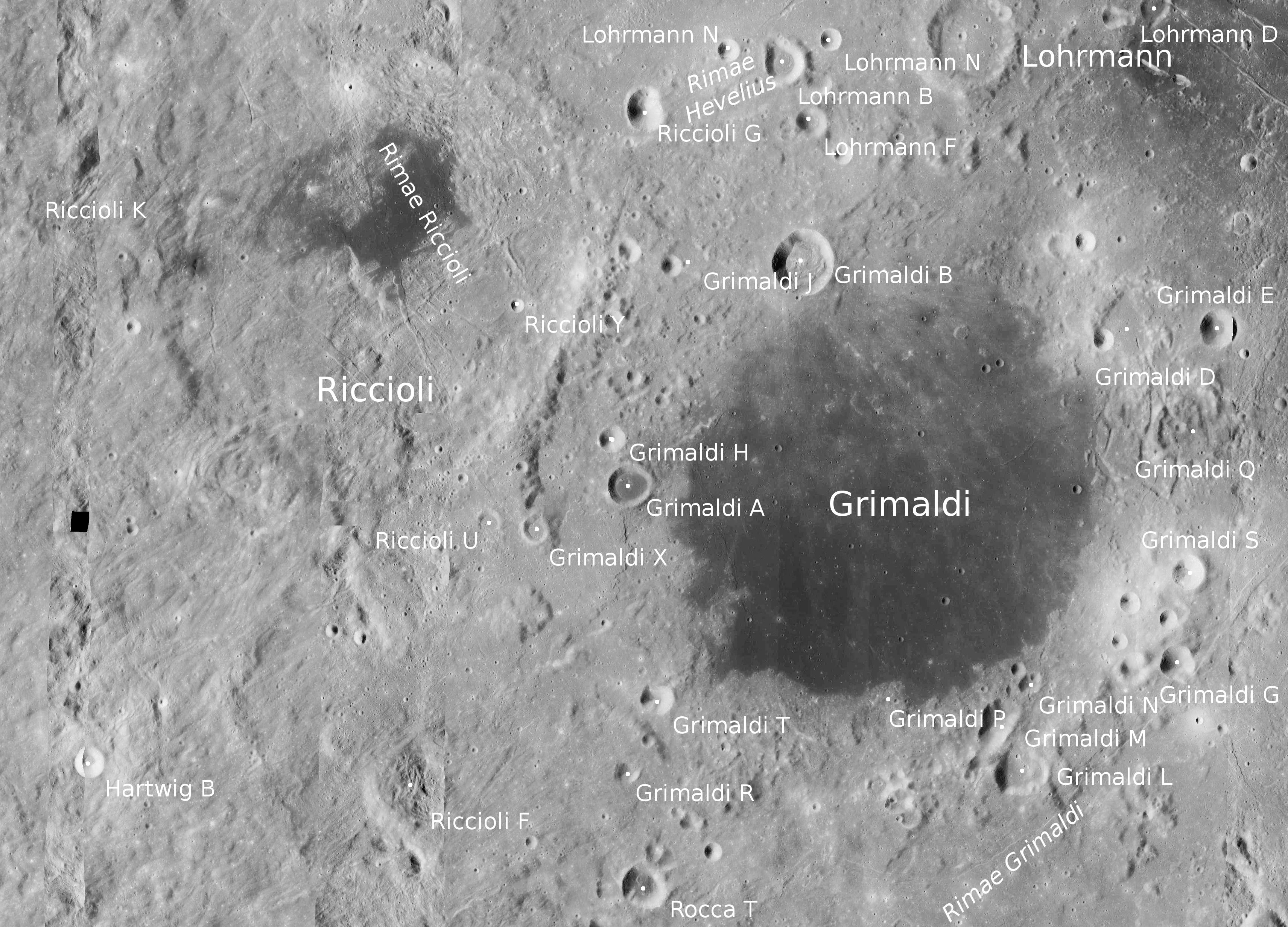
里乔利环形山周边地貌，月球勘测轨道飞行器拍摄。

该月坑西北偏西毗邻斯文赫定环形山、北面坐落着赫维留环形山、东北与更大、更醒目的格里马尔迪环形山相连，在它西南是位于环东海的科迪勒拉山脉东北侧的哈特维希环形山和施吕特环形山；里乔利环形山的东面是风暴洋、东北伸展着"赫维留月沟"。其中心月面坐标为2°54′S 74°25′W / 2.9°S 74.42°W，直径155.7公里，直径2850米。
里乔利环形山外观呈多边形，因地质龄悠久而侵蚀严重，平缓的坑壁被许多狭窄的山谷切割，东南和西南侧壁保存最为完好，而西北壁部分几乎已完全损毁。坑底表面地势崎岖，除北部被幽暗的玄武质熔岩淹没而较平整外(这一区域在施罗特亮度表中的明暗等级为1°)，其它地区则堆积着东海形成时撞击喷发的溅射物，形成呈西南-东北走向的山脊，其中靠东北的数道山脊与坑壁平行。另外，坑底表面纵横交错着一组称为"里乔利月溪"(Rimae Riccioli)的沟系，穿切于坑内的堆积山脊中。

## 卫星陨石坑
按照惯例，最靠近里乔利环形山的卫星坑在月图上以字母标注在该坑中心点的旁边。
| 里乔利 | 纬度   | 经度    | 直径    |
| ------ | ------ | ------- | ------- |
| C      | 0.6° N | 73.0° W | 31 公里 |
| CA     | 0.6° N | 73.0° W | 14 公里 |
| F      | 8.6° S | 73.9° W | 28 公里 |
| G      | 1.3° S | 71.0° W | 15 公里 |
| H      | 1.1° N | 74.9° W | 18 公里 |
| K      | 2.2° S | 77.5° W | 43 公里 |
| U      | 5.7° S | 72.8° W | 9 公里  |
| Y      | 3.0° S | 73.2° W | 7 公里  |

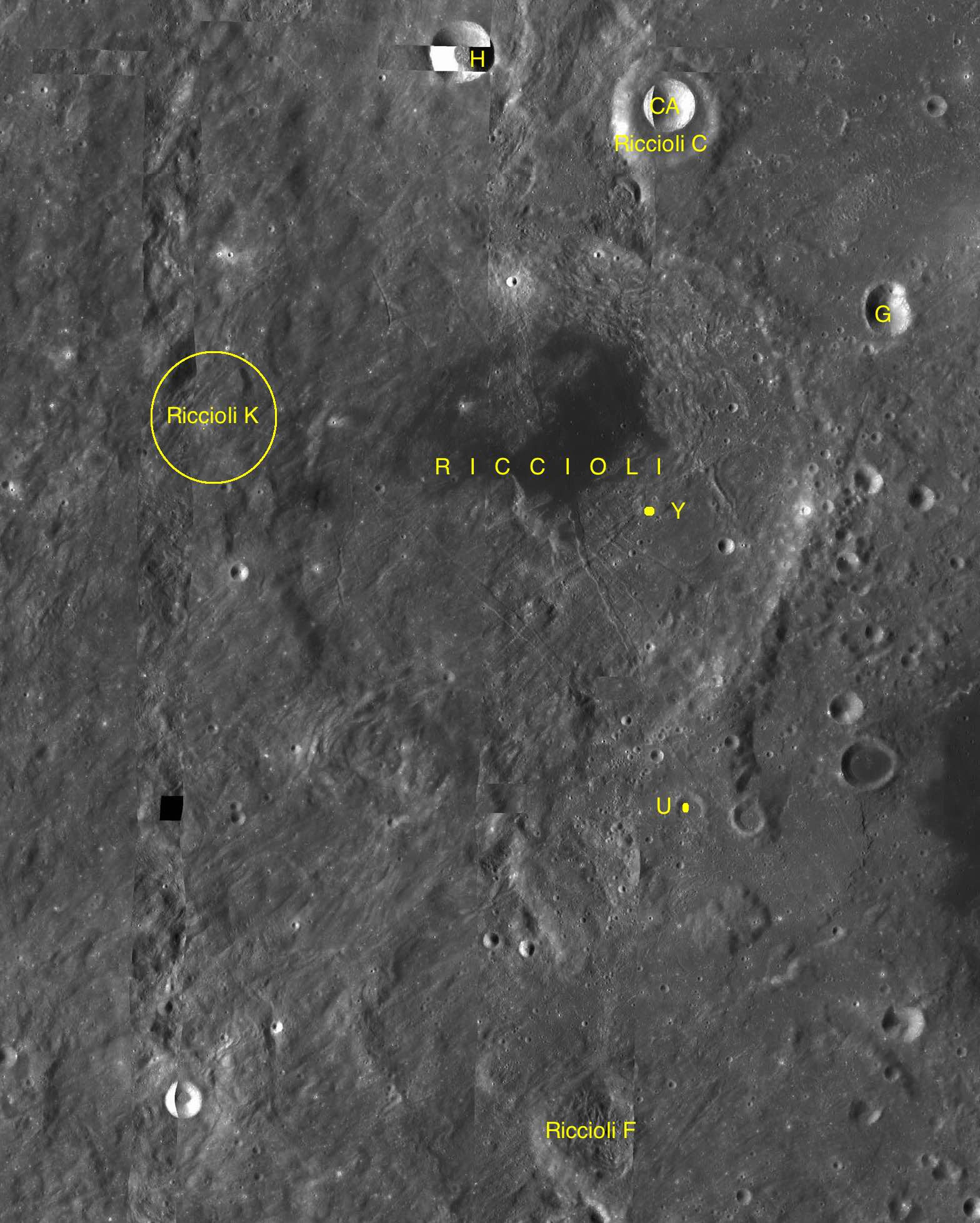
LAC-55、LAC-73 拼接图.

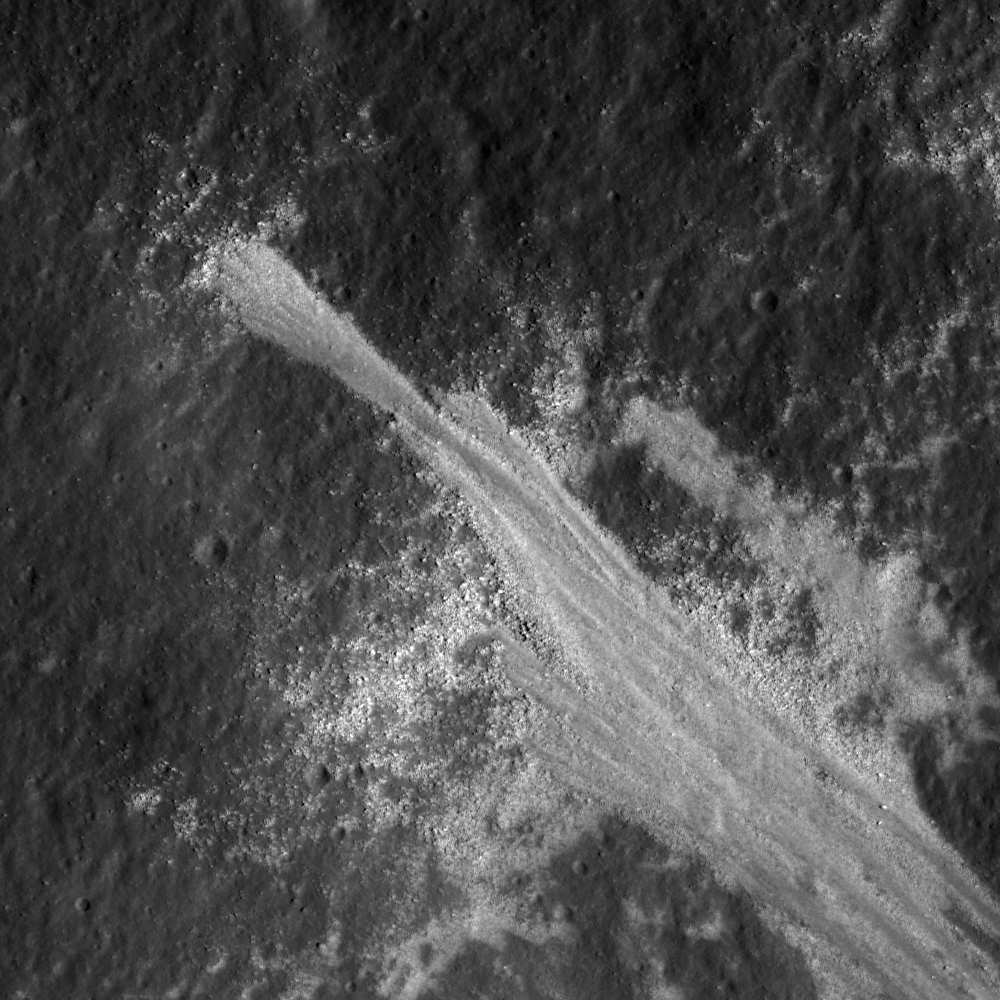
卫星坑"里乔利 CA"壁坡上的碎岩颗粒，月球勘测轨道飞行器拍摄，图像分辨率0.5米/象素。

- 卫星坑"里乔利 C"形成于酒海纪代[1]。

## 图集

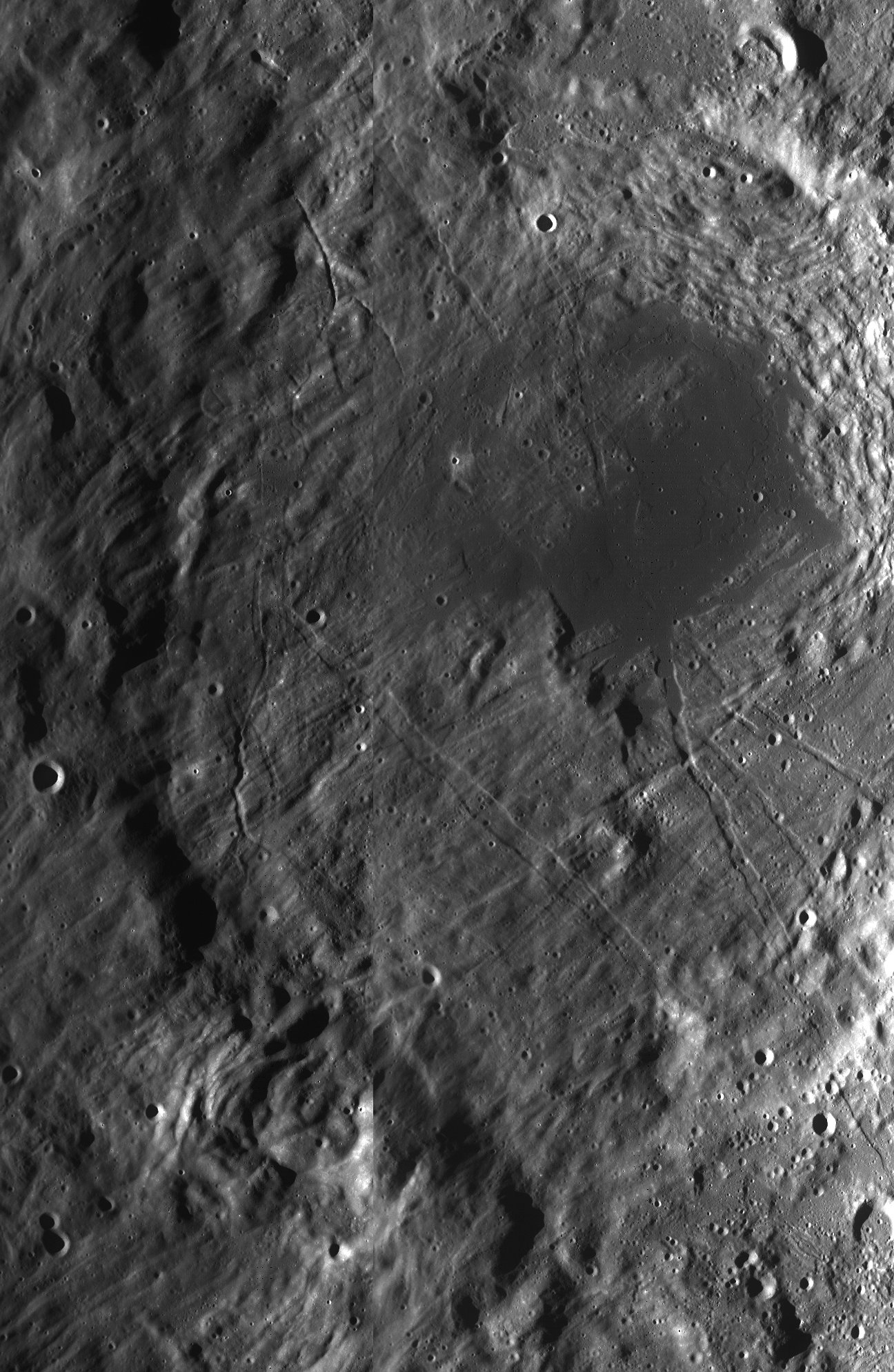
里乔利环形山，月球勘测轨道飞行器拍摄，图像宽度约125公里。